# Ambassade de France à Cuba
L'ambassade de France à Cuba est la représentation diplomatique de la République française auprès de la république de Cuba. Elle est située à La Havane, la capitale du pays, et son ambassadeur est, depuis 2022, Laurent Burin des Roziers.

## Ambassade
L'ambassade est située à La Havane, dans le quartier résidentiel de Miramar. Elle accueille aussi une section consulaire. Réplique d'un palais vénitien, la propriété fut édifiée par la famille del Valle dont la branche franco-cubaine trouva refuge en France à la révolution castriste.

## Ambassadeurs de France à Cuba
| De   | À    | Ambassadeur                   |
| ---- | ---- | ----------------------------- |
| 1943 | 1948 | Philippe Grousset (d)         |
| 1948 | 1950 | Albert Lamarle (d)            |
| 1950 | 1952 | Petit de Beauverger           |
| 1952 | 1959 | Philippe Grousset             |
| 1959 | 1964 | Roger du Gardier (d)          |
| 1964 | 1966 | M. Négrier                    |
| 1966 | 1972 | Henry Bayle                   |
| 1972 | 1975 | Pierre Anthonioz              |
| 1975 | 1979 | Dimitri de Favitski           |
| 1979 | 1981 | Pierre Renard                 |
| 1981 | 1985 | Pierre Décamps (d)            |
| 1985 | 1990 | Jean-Louis Marfaing           |
| 1990 | 1993 | Philippe Peltier (d)          |
| 1993 | 1997 | Jean-Raphaël Dufour (d)       |
| 1997 | 2000 | Yvon Roé d'Albert (d)         |
| 2000 | 2003 | Jean Lévy (d)                 |
| 2003 | 2007 | Marie-France Pagnier (d)      |
| 2007 | 2010 | Frédéric Doré (d)             |
| 2010 | 2015 | Jean Mendelson                |
| 2015 | 2018 | Jean-Marie Bruno (d)          |
| 2018 | 2022 | Patrice Paoli (d)             |
| 2022 | auj. | Laurent Burin des Roziers (d) |

## Relations diplomatiques
Philippe Grousset est le signataire français de la Charte de La Havane en 1948.

## Consulat

### Communauté française
Au 31 décembre 2016, 922 Français sont inscrits sur les registres consulaires à Cuba. La plupart d'entre eux résident à La Havane.
| 2001 | 2002 | 2003 | 2004 |
| ---- | ---- | ---- | ---- |
| 535  | 582  | 602  | 526  |

| 2005 | 2006 | 2007 | 2008 |
| ---- | ---- | ---- | ---- |
| 485  | 556  | 520  | 507  |

| 2009 | 2010 | 2011 | 2012 |
| ---- | ---- | ---- | ---- |
| 526  | 516  | 510  | 551  |

| 2013 | 2014 | 2015 | 2016 |
| ---- | ---- | ---- | ---- |
| 563  | 634  | 764  | 922  |

### Circonscriptions électorales
Depuis la loi du 22 juillet 2013 réformant la représentation des Français établis hors de France avec la mise en place de conseils consulaires au sein des missions diplomatiques, les ressortissants français d'une circonscription recouvrant Cuba, la Jamaïque et le Panama élisent pour six ans un conseiller consulaire. Ce dernier a trois rôles : 
1. il est un élu de proximité pour les Français de l'étranger ;
2. il appartient à l'une des quinze circonscriptions qui élisent en leur sein les membres de l'Assemblée des Français de l'étranger ;
3. il intègre le collège électoral qui élit les sénateurs représentant les Français établis hors de France.

Pour l'élection à l'Assemblée des Français de l'étranger, Cuba appartenait jusqu'en 2014 à la circonscription électorale de Port-au-Prince, comprenant aussi Antigua-et-Barbuda, les Bahamas, la Barbade, la République dominicaine, la Dominique, la Grenade, Haïti, la Jamaïque, Saint-Christophe-et-Niévès, Sainte-Lucie, Saint-Vincent-et-les-Grenadines et Trinité-et-Tobago, et désignant un siège. Cuba appartient désormais à la circonscription électorale « Amérique Latine et Caraïbes » dont le chef-lieu est São Paulo et qui désigne sept de ses 49 conseillers consulaires pour siéger parmi les 90 membres de l'Assemblée des Français de l'étranger.
Pour l'élection des députés des Français de l’étranger, Cuba dépend de la 2e circonscription.